# Якуб Ярош
Якуб Ярош (пол. Jakub Jarosz; нар. 10 лютого 1987, Ниса) — польський волейболіст, діагональний нападник, колишній гравець збірної Польщі. Один із трьох гравців, які здобули понад 5 000 очок у польській Плюс Лізі.

## Життєпис
Народжений 29 серпня 1988 року в м. Ниса. Батько — Мацей Ярош (нар. 1959), і дід — Збіґнев Ярош — теж були волейболістами.
Дорослу кар'єру розпочав у клубі «Норвід» (Ченстохова).
Є одним із трьох гравців, які здобули понад 5 000 очок у польській Плюс Лізі (інші — Маріуш Влязлий, Давид Конарський).

### Досягнення
У збірній
- чемпіон Європи 2009
- переможець Світової ліги 2012

Клубні
- чемпіон Польщі 2009[5]

Особисті
- найрезультативніший гравець Плюс Ліги 2009—2010[6]